# Смирнов, Михаил Олегович
Михаи́л Оле́гович Смирно́в (род. 3 июня 1990, Ленинград) — российский футбольный тренер, ранее выступавший как футболист на позиции центрального защитника.

## Карьера
Воспитанник санкт-петербургского футбола. Выступал за молодёжную команду «Зенита», считался кандидатом в юношескую сборную России. Затем перебрался в Пермь, где стал играть за дубль «Амкара». 20 августа 2011 года неожиданно дебютировал в основном составе в матче 21 тура против «Рубина» (1:1), когда у пермяков не смогли сыграть разом Попов, Белоруков и Черенчиков. 30 ноября 2011 года продлил контракт до 2015 года.
В матче 34 тура против «Спартака-Нальчик» вывихнул плечевой сустав и пропустил остаток сезона. Успел восстановиться до начала предсезонной подготовки, а чемпионат начинал в молодёжной команде. В первом туре молодёжного первенства после победного гола «Зениту» подбежал к скамейке своего бывшего клуба и показал средний палец, после чего указал на свою фамилию на футболке.
26 июля 2013 года был отдан в аренду в «Нефтехимик».
В сезонах 2014/15 — 2015/16 выступал за клуб ФНЛ «Тосно».
22 июня 2016 стал игроком «Кубани». Затем из «Кубани» футболист перешёл в «Сибирь» летом 2018 года.
Летом 2019 года Смирнов перешёл в воронежский «Факел», где и закончил карьеру и стал ассистентом главного тренера.

## Достижения
«Факел»
- Серебряный призёр Первого дивизиона: 2021/22